# ولریل لاس چی
ولریل لاس چی (به فرانسوی: Velloreille-lès-Choye) یک کمون در فرانسه است که در Canton of Gy واقع شده‌است.

## خصوصیات
ولریل لاس چی ۴٫۱۳ کیلومترمربع مساحت و ۷۱ نفر جمعیت دارد.